# Agrypon faciale
Agrypon faciale är en stekelart som beskrevs av Szepligeti 1905. Agrypon faciale ingår i släktet Agrypon och familjen brokparasitsteklar. Inga underarter finns listade i Catalogue of Life.